# Camponotus anthrax
Camponotus anthrax es una especie de hormiga del género Camponotus, tribu Camponotini. Fue descrita científicamente por Wheeler en 1911.
Se distribuye por México y los Estados Unidos. Se ha encontrado a elevaciones de hasta 1140 metros. Vive en microhábitats como nidos, tocones y debajo de piedras.